# Museu estatal del Tirol
El Museu estatal del Tirol (alemany: Tiroler Landesmuseum: Tiroler Landesmuseum), també conegut com Ferdinandeum per l'Arxiduc Ferdinand, es troba a Innsbruck, Àustria. Va ser fundat el 1823 pel Museu Estatal Tirol Societat Ferdinandeum (Verein Tiroler Landesmuseum Ferdinandeum).
Des de 2007 ha estat una important divisió de la Societat Operativa de Museus de l'Estat del Tirol (Tiroler Landesmuseen-Betriebsgesellschaft), que s'ha fet càrrec del funcionament del negoci. També es van transferir a la companyia operacional al mateix temps el Museu d'Art Popular del Tirol, el Museu Kaiserschützen, la Capella Real (Hofkirche) i els Tyrolean Folk Song Archives (Tiroler Volksliedarchiv). La companyia està dirigida per Wolfgang Meighörner, que també és el responsable del Museu Estatal Tyrolean Ferdinandeum.
El Museu Estatal del Tirol consta de set col·leccions. A més, el Museu de l'Armoury (col·lecció històrica i tècnica de la història cultural del Tirol) i la col·lecció d'història natural també pertanyen al Ferdinandeum.

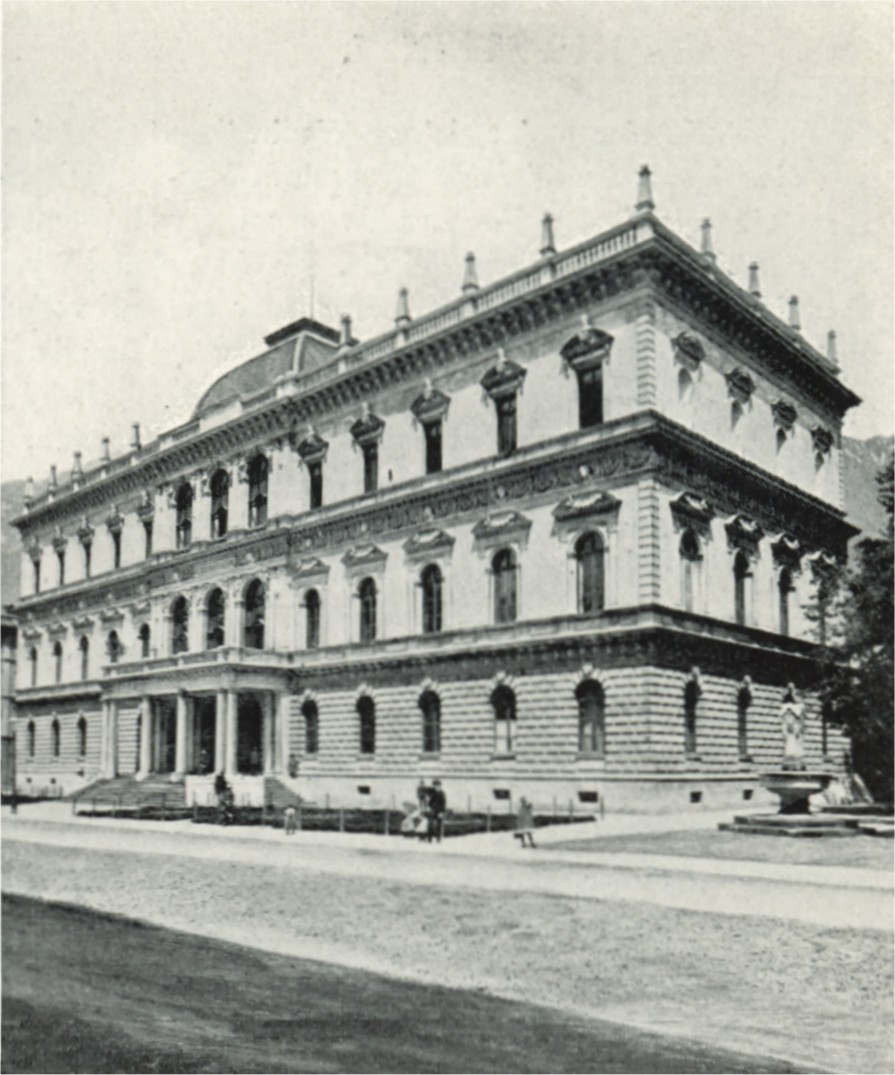
El Museu Estatal al voltant de 1898

Les principals col·leccions del Museu Estatal del Tirol cobreixen:
- Història des de temps prehistòrics a través de l'era romana fins a l'edat mitjana.
- Art i artesania del Romànic a Gòtic i al Modern,
- Sala de música i col·lecció dels Països Baixos amb instruments Jakob Seder,
- Obres d'art, incloses les de Michael Pacher, Lucas Cranach el Vell, Rembrandt van Rijn, Joseph Anton Koch, Angelika Kauffmann, Franz Defregger i Albin Egger-Lienz.
- La biblioteca, que posa èmfasi en el Tirol

El complex d'edificis va ser renovat el 2003 i es van afegir algunes parts.
L'activitat de ciència natural i humana del museu s'ha documentat des de 2008 en l'Anuari Científic del Museu de l'Estat de Tyrolean (Wissenschaftlichen Jahrbuch der Tiroler Landesmuseen). És successor de les publicacions més antigues: Zeitschrift des Ferdinandeums für Tirol und Vorarlberg (1853–1920) i Veröffentlichungen des Museum Ferdinandeum (1921–2007).
A més, el Ferdinandeum publica el treball de referència, Tiroler Urkundenbuch, que fa accessibles les fonts històriques de l'edat mitjana Tirolesa.

## Comissaris
- 1985–2005: Gert Ammann
- 2007-2019: Wolfgang Meighörner
- des de 2019: Peter Assmann